# Engordany

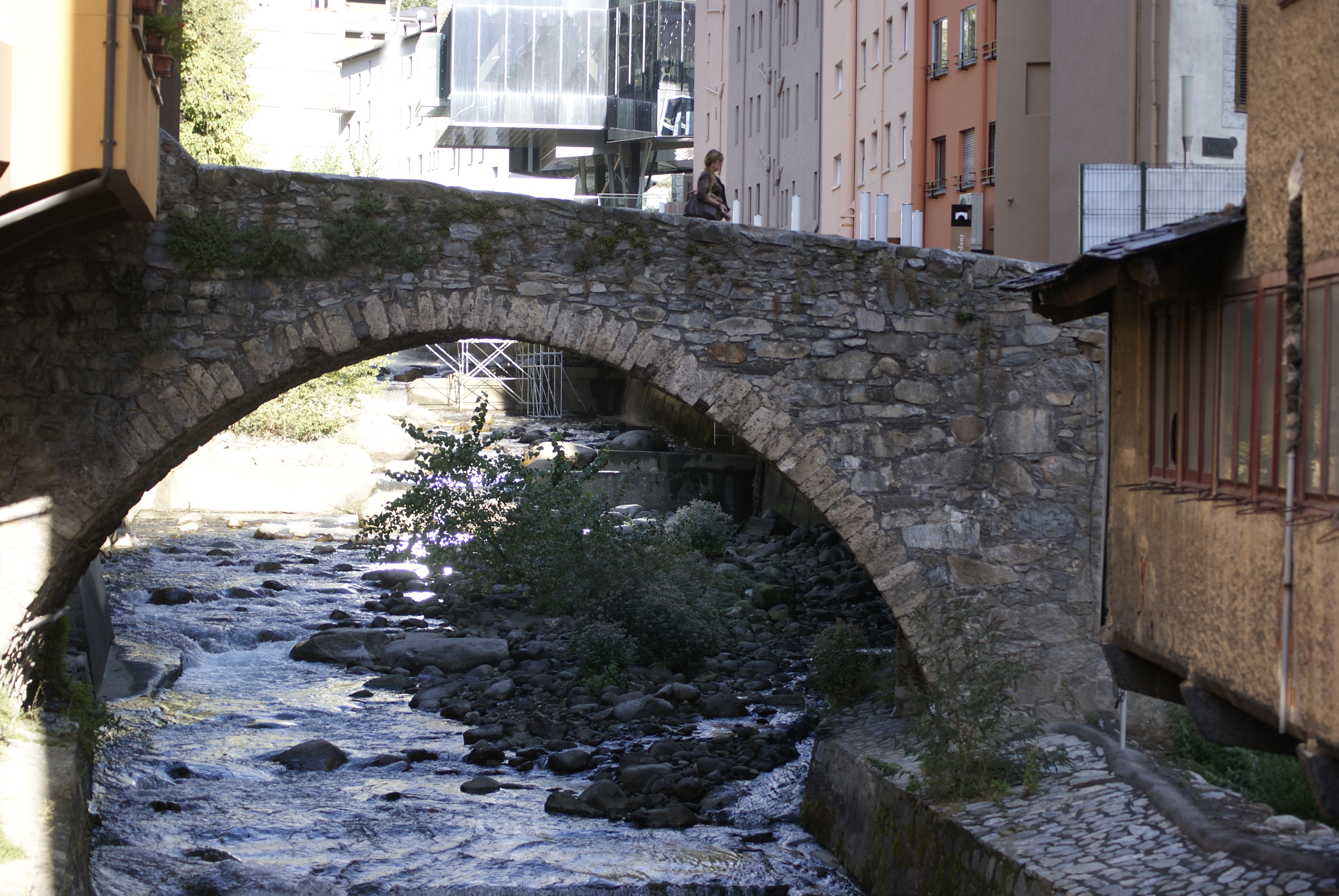
Brug van Engordany

Engordany is een dorp in de Andorrese parochie Escaldes-Engordany, in zuidoostelijk Andorra. De parochie heeft haar naam te danken aan Engordany en het dorpje Escaldes. Het ligt op een hoogte van 1009 meter aan de noordzijde van de Valira. Aan de zuidkant ligt het buurdorp Las Escaldes, de verbinding wordt gevormd door een Romaanse brug. De plek is al bewoond sinds de 2e of 1e eeuw v.Chr. Door stedelijke groei vormen Andorra la Vella, Engordany en Escaldes een vrijwel aaneengesloten bebouwde zone.